# 18
| [ Edytuj tabelę ] |                                      |
| Król Armenii      | - 18 Artakses III 34                 |
| Cesarz Chin       | - 9 Wang Mang 23                     |
| Władca Korei      | - 19 p.n.e. Yuri 18 - 18 Daemusin 44 |
| Król Mauretanii   | - 25 p.n.e. Juba II 23               |
| Król Nabatei      | - 9 p.n.e. Aretas IV 40              |
| Król Partów       | - 8 Artabanus II 40                  |
| Cesarz Rzymu      | - 14 Tyberiusz 37                    |
| Król Tracji       | - 12 Reskuporis III 19               |

Rok 18 / XVIII
stulecia: I wiek p.n.e. ~
I wiek ~
II wiek

lata: 8 «
13 «
14 «
15 «
16 «
17 «
18
» 19
» 20
» 21
» 22
» 23
» 28

## Wydarzenia
Cesarstwo Rzymskie
- Germanik wyruszył przeciw Partom.
- Artakses III został królem Armenii z poparciem Rzymu.
- Józef Kajfasz został arcykapłanem w Judei.

Azja
- Partowie najechali Indie.
- Rozpoczęło się Powstanie Czerwonych Brwi w Chinach.

## Urodzili się
- Marek Ewangelista (zm. 68)[1].

## Zmarli
- Owidiusz, rzymski poeta (ur. 43 p.n.e.).
- Yang Xiong, chiński filozof (ur. 53 p.n.e.).